# Археолошки музеј у Истанбулу
Археолошки музеј у Истанбулу је комплекс од три музеја: у дистрикту Еминону, парку Гулхан и код Палате Топкапи.

## Историја
У 19. веку уложени су напори за модернизацију Османског царства, јер су многи водећи државници били изложени западњачким идејама кроз образовање и путовања. Предлог да се створи царски музеј настао је због познавања неколико кључних актера отоманске политичке сцене са Лувром у Паризу. Османски султан Абдул Азиз био је импресиониран археолошким музејима у Паризу, Лондону и Бечу који је посетио у лето 1867. године и наредио да се у Истанбулу успостави сличан археолошки музеј. Одлука о оснивању царског музеја при Министарству просвете донета је 1869. именовањем новог директора, али идеја о музеју одбачена је његовом оставком и због буџетских ограничења.
Као министар образовања 1872. године, Ахмед Вефик-паша је по други пут основао директорство музеја и ангажовао немачког историчара, археолога, епиграфисту и сликара, др. Филипа Антона Детера.
Када је Детер умро 1881. године, сликар и археолог Осман Хамди Беј именован је на ту функцију исте године.
Локалитет музеја припадао је спољним вртовима палате Топкапи. Музеј је основан декретом као Царски музеј 1891. године. Први кустос и оснивач музеја био је Осман Хамди Беј. Пошто је примењен царски декрет о заштити културних добара у Османском царству, многи гувернери из провинција послали су пронађене артефакте у главни град. На тај начин музеј је могао да скупи одличну колекцију. На своју стоту годишњицу 1991. године, музеј је добио награду Европског савета за музеје, посебно за реновирања изведена у ходницима доњег спрата у главној згради и за нове изложбе у осталим зградама.
Изградњу главне зграде започео је Осман Хамди Беи 1881. године, а данашњи новогрчки облик достигао је 1908. Архитекта је био Алекандер Валлаури (који је такође пројектовао хотел Пера Палаце у Истанбулу). Фасада зграде инспирисана је Александром Саркофагом и Саркофагом Жена жалости, оба смештена у музеју. То је једна од истакнутих грађевина изграђена у неокласичном стилу у Истанбулу.
Музеј античког Оријента који спада у Археолошки музеј, основао је Осман Хамдија Беј 1883. за школу ликовне уметности. Затим је реорганизован у музеј, који је отворен 1935. године. Затворен је за посетиоце 1963, а поново је отворен 1974. након рестаураторских радова на унутрашњости.
Киоск музеј основао је Мехмед II Освајач 1472. године. То је једна од најстаријих грађевина у Истанбулу са османском грађанском архитектуром и била је део спољних вртова палаче Топкапи. Коришћен је као царски музеј између 1875. и 1891. године пре него што се збирка преселила у новоизграђену главну зграду. За јавност је отворен 1953. године као музеј турске и исламске уметности, а касније је уклопљен у Истанбулски археолошки музеј.

## Радно време
Музеј не ради понедељком док осталим данима ради од 9 часова до 19.

## Галерија
- Александров саркофаг пронађен у Сидону
- Сребрни споразум
- Саркофаг из Сидона
- Модел храма
- Грчка поставка
- Девица Марија на молитви
- Статуа Валентинијана II
- Статуа Александра Великог
- Пузур Иштар, гувернер из Сирије
- Део Вавилонске капије
- Саркофази византијских владара
- Табнит саркофаг